# Ephemerum apiculatum
Ephemerum apiculatum är en bladmossart som beskrevs av Chen Pan-chieh 1943. Ephemerum apiculatum ingår i släktet dagmossor, och familjen Ephemeraceae. Inga underarter finns listade i Catalogue of Life.